# Čechovický náhon
Čechovický náhon (popř. Mlýnský náhon) je vodní kanál o délce 9,5 km, který je pravým ramenem říčky Hloučela, jeho tok začíná v Mostkovicích a ústí za Prostějovem do řeky Valová. Jeho účelem bylo především pohánění vodních mlýnů a jiných zařízení. 

## Popis toku
Náhon se odděluje od říčky Hloučely v Mostovicích, konkrétně v místní části Stichovice, a to pod plumlovskou přehradou, kde Hloučela tvoří jez. Během svého toku ve Stichovicích a Mostkovicích částečně kopíruje tvar toku Hloučely, kdy místy je náhon sveden do podzemí. Teprve na konci Mostkovic se říčka Hloučela stáčí nalevo, Čechovický náhon vpravo. Oba toky jsou v nejužším místě za kostelem Nanebevzetí Panny Marie vzdáleny pouhých 25 metrů.
Na svém druhém kilometru toku začíná protékat Domamyslicemi, místní částí Prostějova, odtud se stáčí vlevo do jiné místní části – Čechovic, po kterých náhon nese jméno. Ústí v Krasicích do místního rybníku, dále jeho tok pokračuje podzemními svody. Je zdrojem vody pro prostějovský aquapark, protéká Kolářovými sady a vtéká do dalšího rybníku, jmenovitě Městského, který se nachází na rozhraní lokální části Drozdovice a centra města.
Náhon je po opuštění Městského rybníku opět sveden do podzemí a obtéká z jihu centrum města až po Husovo náměstí, dále proudí do Kralického háje, kde opět vytéká na povrch pod dálnicí D46. Odtud je náhon veden už jen na povrchu v délce 1,7 km, až po své ústí do řeky Valové, které se nachází na konci průmyslové části v Kralickém háji.
Výraznou rekonstrukcí prošel náhon v letech 1930 až 1934, když došlo k jeho překrytí od Horního mlýnu v Prostějově, až po Kralický háj. Stalo se tak z hygienických důvodů.

## Vodní stavby na Čechovickém náhonu
Nejstarší doklad o vodních mlýnech na Čechovickém náhonu je z poloviny 14. století. Stávala na něm téměř desítka mlýnů, většina z nich poddanských, z toho čtyři patřily městu Prostějov, které je pronajímalo. V dnešní podobě se jich zachovalo jen několik, ani jeden není veřejnosti přístupný.

## Galerie

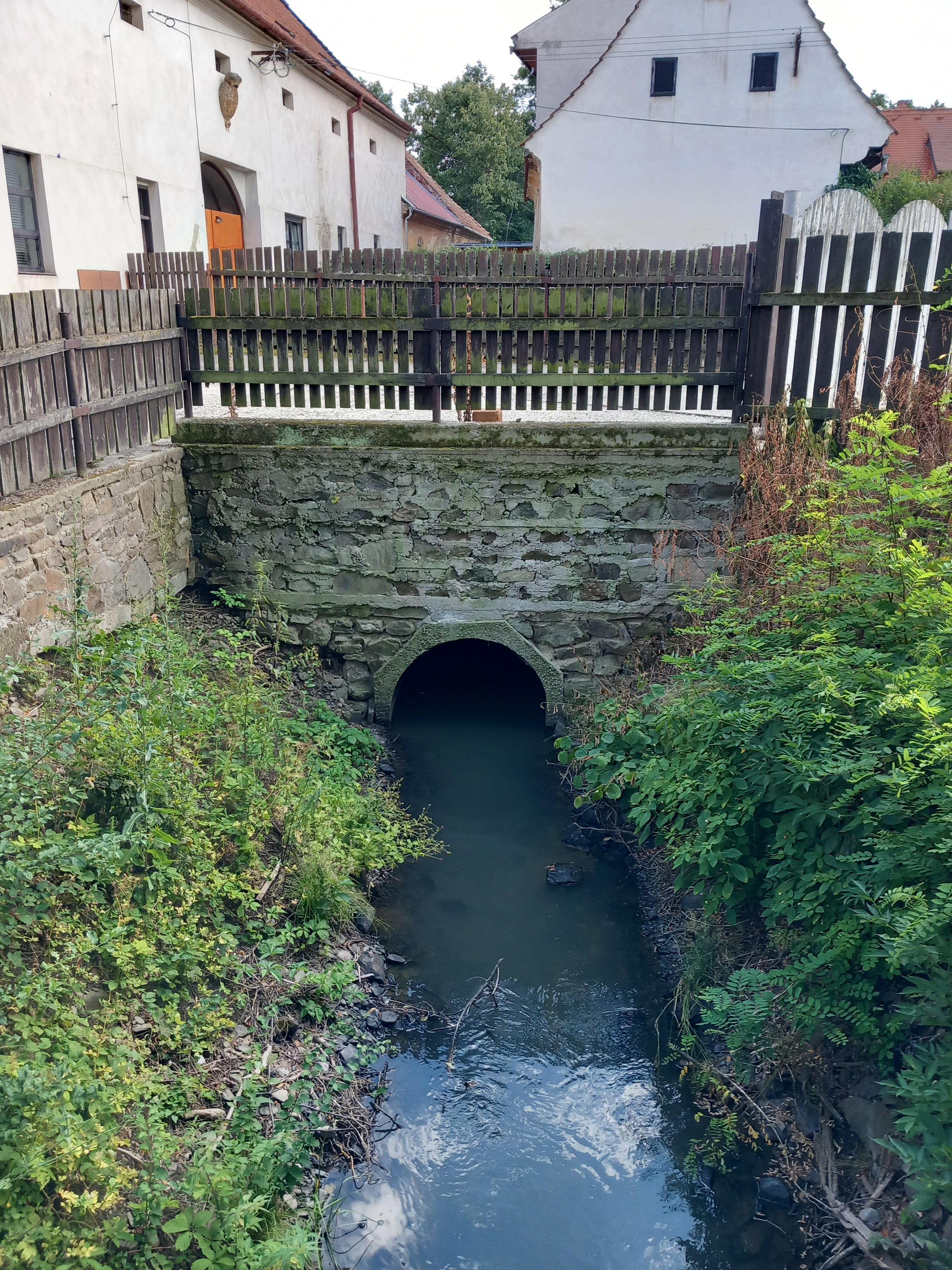
Přemostěný náhon u bývalého mlýna ve Stichovicích (Mostkovice)
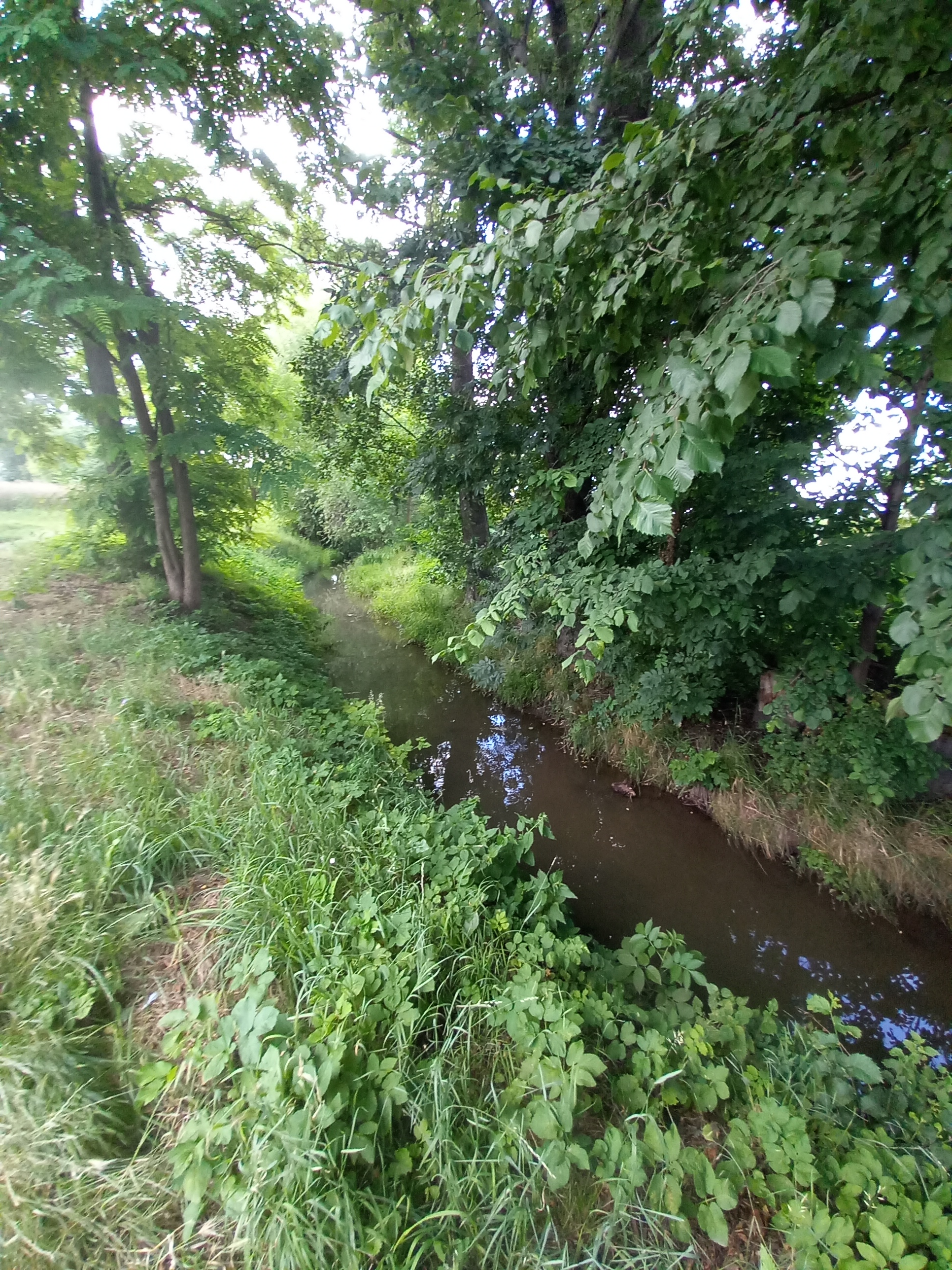
Tok náhonu mezi Mostkovicemi a Domamyslicemi
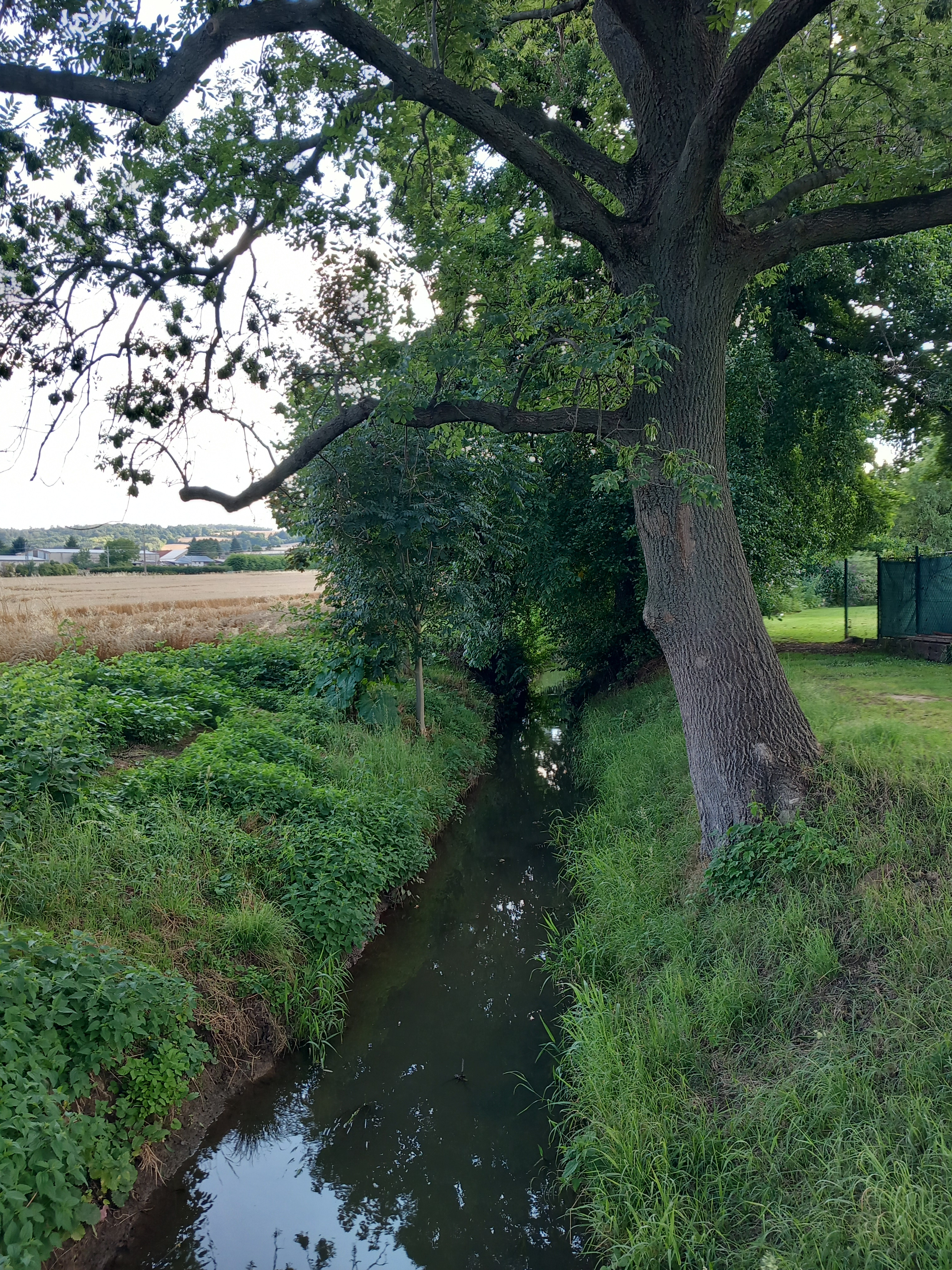
Náhon za hřištěm v Čechovicích
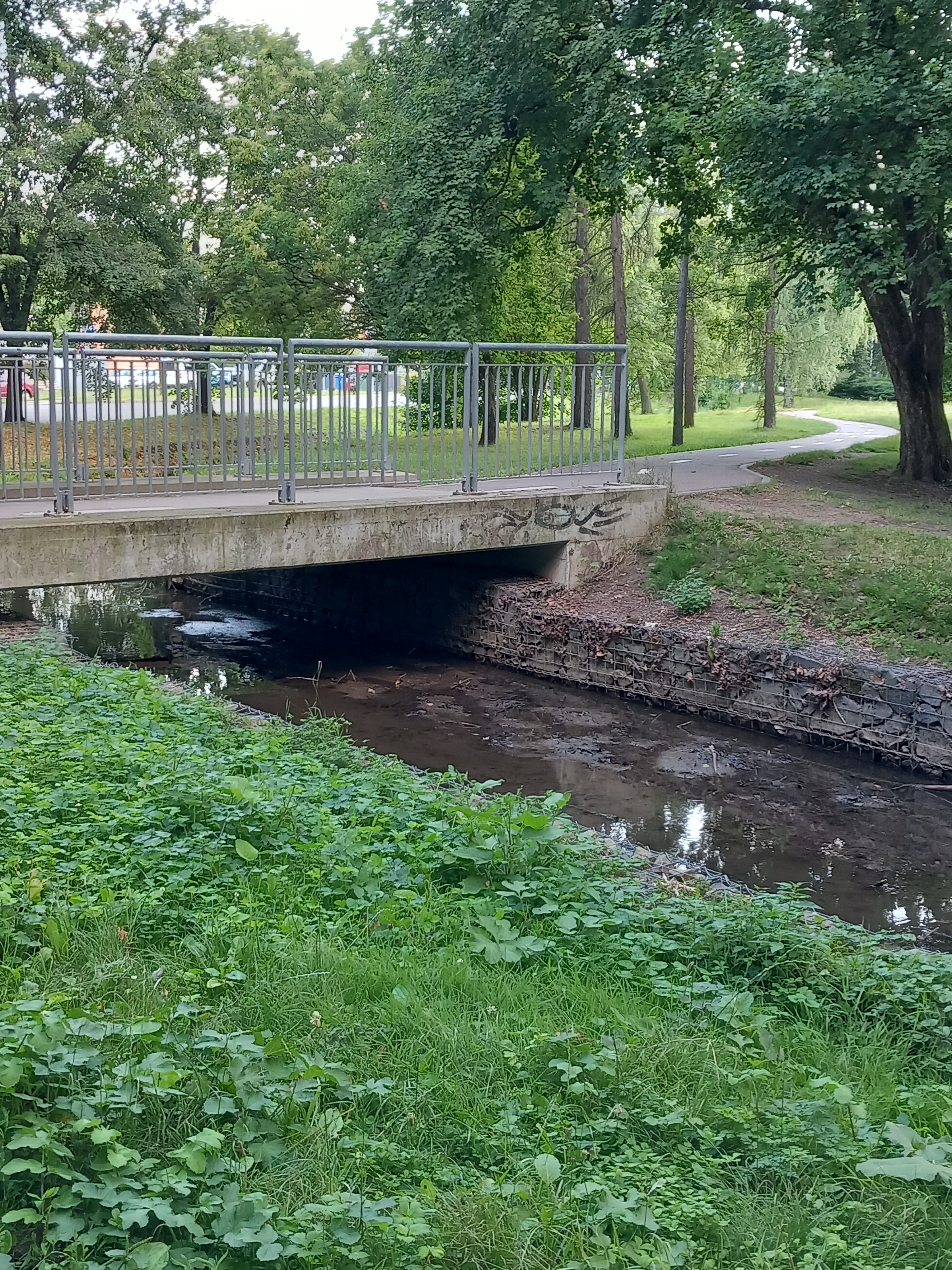
Upravený tok náhonu v Kolářových sadech v Prostějově
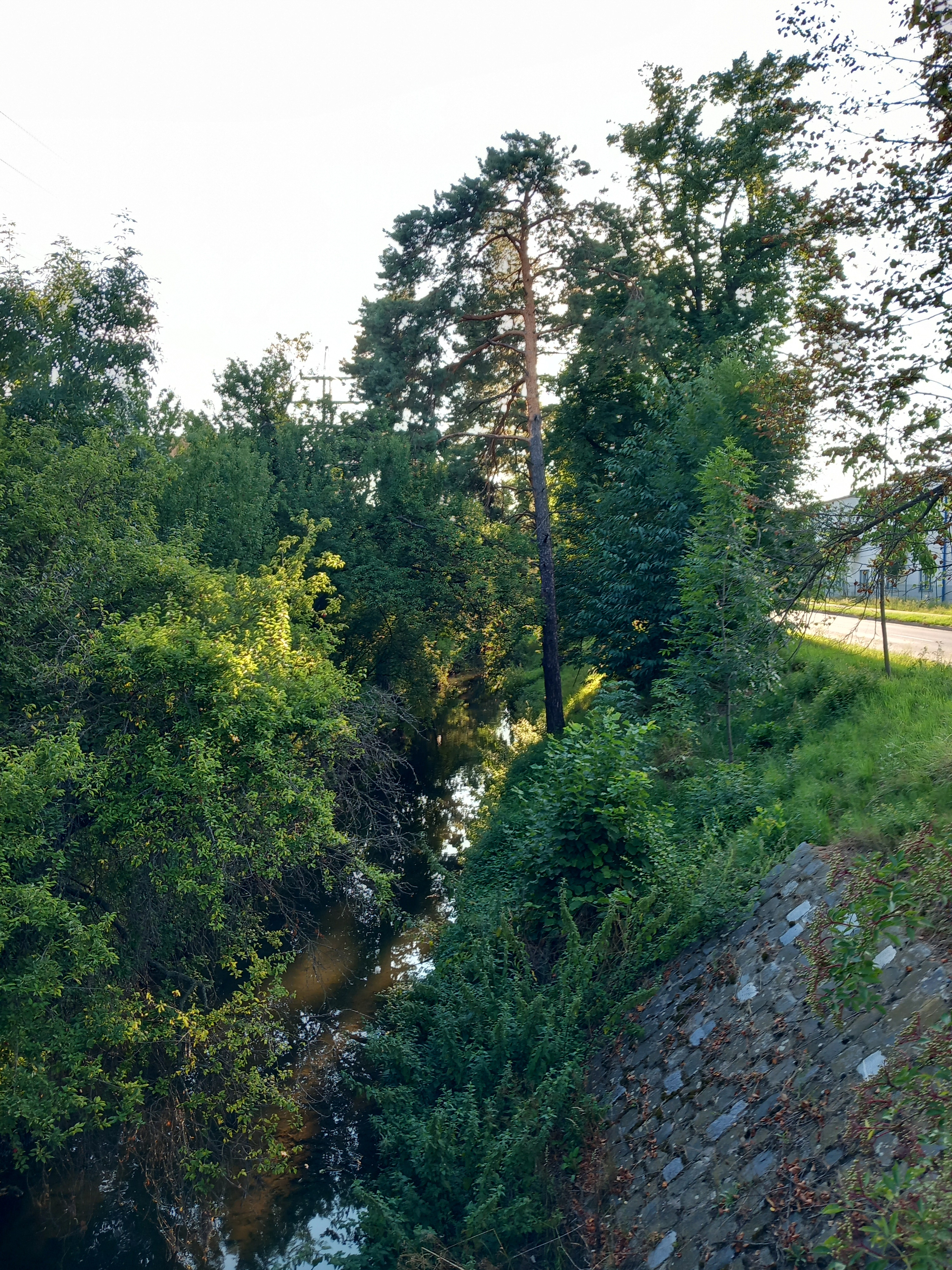
Čechovický náhon v Kralickém háji, Prostějov